# Коледж Люсі Кавендіш (Кембридж)
52°12′40″ пн. ш. 0°06′37″ сх. д. / 52.211111111111° пн. ш. 0.11027777777778° сх. д.
Коледж Люсі Кавендіш (англ. Lucy Cavendish College) — один із коледжів Кембриджського університету, який приймає до навчання тільки людей з вищою освітою (магістратура та аспірантура) у віці від 21 року.
Коледж є одним із трьох університетських коледжів у всій Англії, й тільки в Кембриджському університеті (поряд з Ньюнем і Мюррей Едвардс), де до навчання приймаються тільки жінки (студенти та стипендіати).
Свою назву коледж отримав на честь Люсі Кавендіш (1841—1925), яка після того, як убили її чоловіка, лорда Фредеріка Кавендіша, проводила кампанію за реформу освіти жінок. Студентів коледжу називають люціанцями (англ. Lucians).

## Історія
Коледж заснований у 1965 році жінками-науковицями Кембриджського університету, які вважали, що університет пропонує надто мало та обмежені можливості для жінок, як студенток, так і вчених та викладачів. На той час у Кембриджі було всього два коледжі для жінок (Гертон і Ньюнем), що було недостатнім для дедалі більшої кількості жінок-викладачів університету. В 1966 році після визнання Колегіальним співтовариством коледж вітав свою першу студентку.

## Знамениті викладачі та науковці
- Гільда Елліс-Девідсон (1914—2006), викладачка з 1971 року, в 1974 була обрана дійсним членом, а в 1975—1980 роки була віцепрезиденткою коледжу[8].

Коледж Люсі Кавендіш
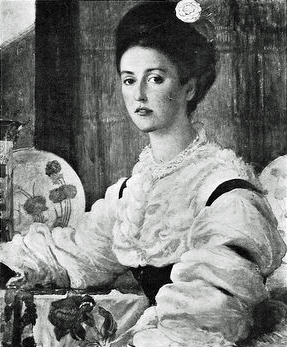
Люсі Кавендіш
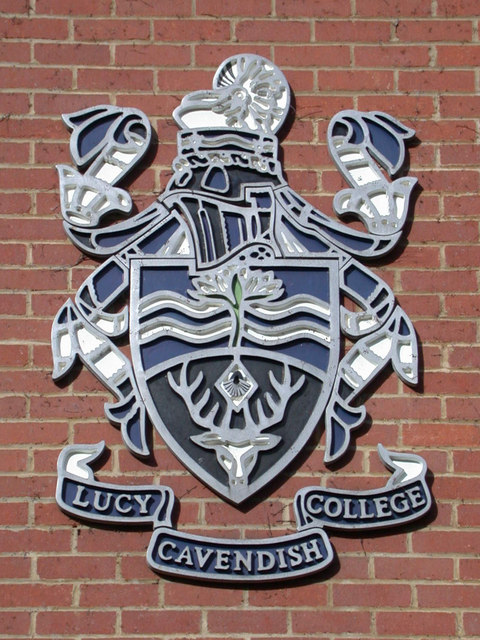
Герб коледжу
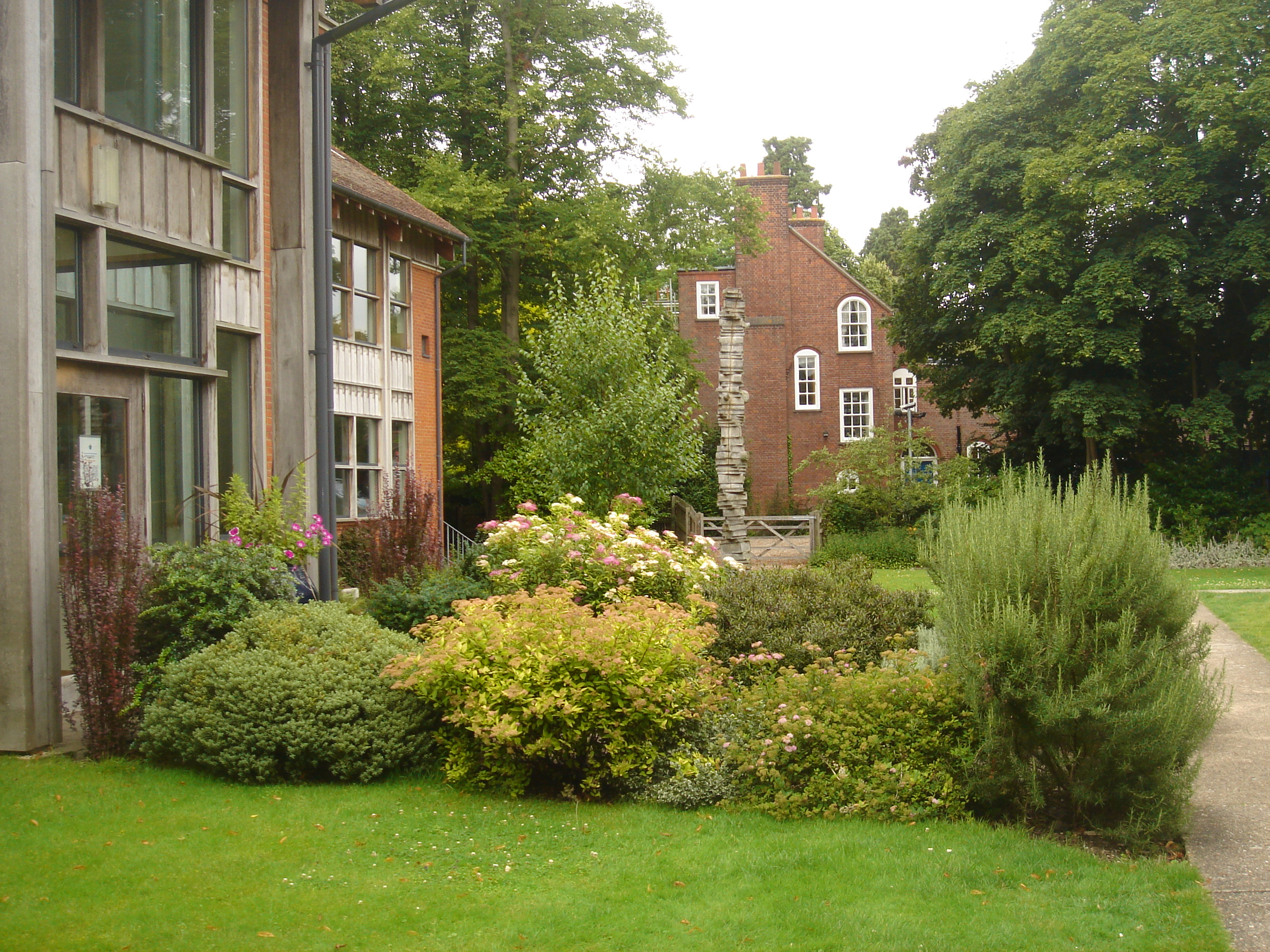
Бібліотека і будинок президента на задньому плані
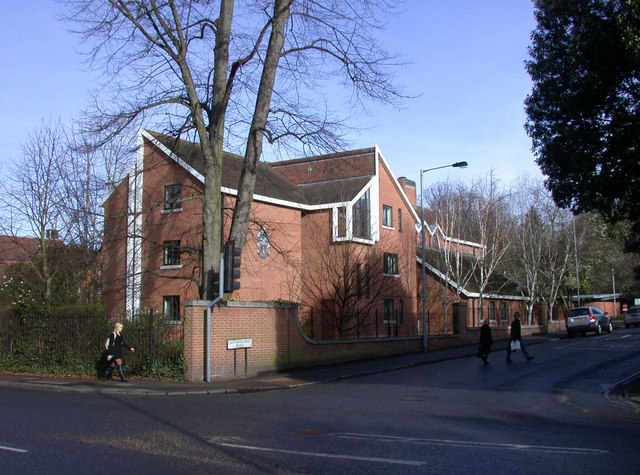